# 西沙瓦寺
西沙瓦寺位於泰國素可泰府的素可泰歷史遺跡公園的寺廟。三座矗立的佛塔是西沙瓦寺的地標，據傳這是源自於原始宗教對生殖器崇拜。

## 歷史
西沙瓦寺是由高棉人於12世紀後期至13世紀初建成的印度教寺廟，後期於15世紀被翻新，成為泰國佛教寺廟。
由於受到高棉文明的影響，佛寺採用誇張的雕刻裝飾、蓮花苞狀的塔形。。

## 周邊景點

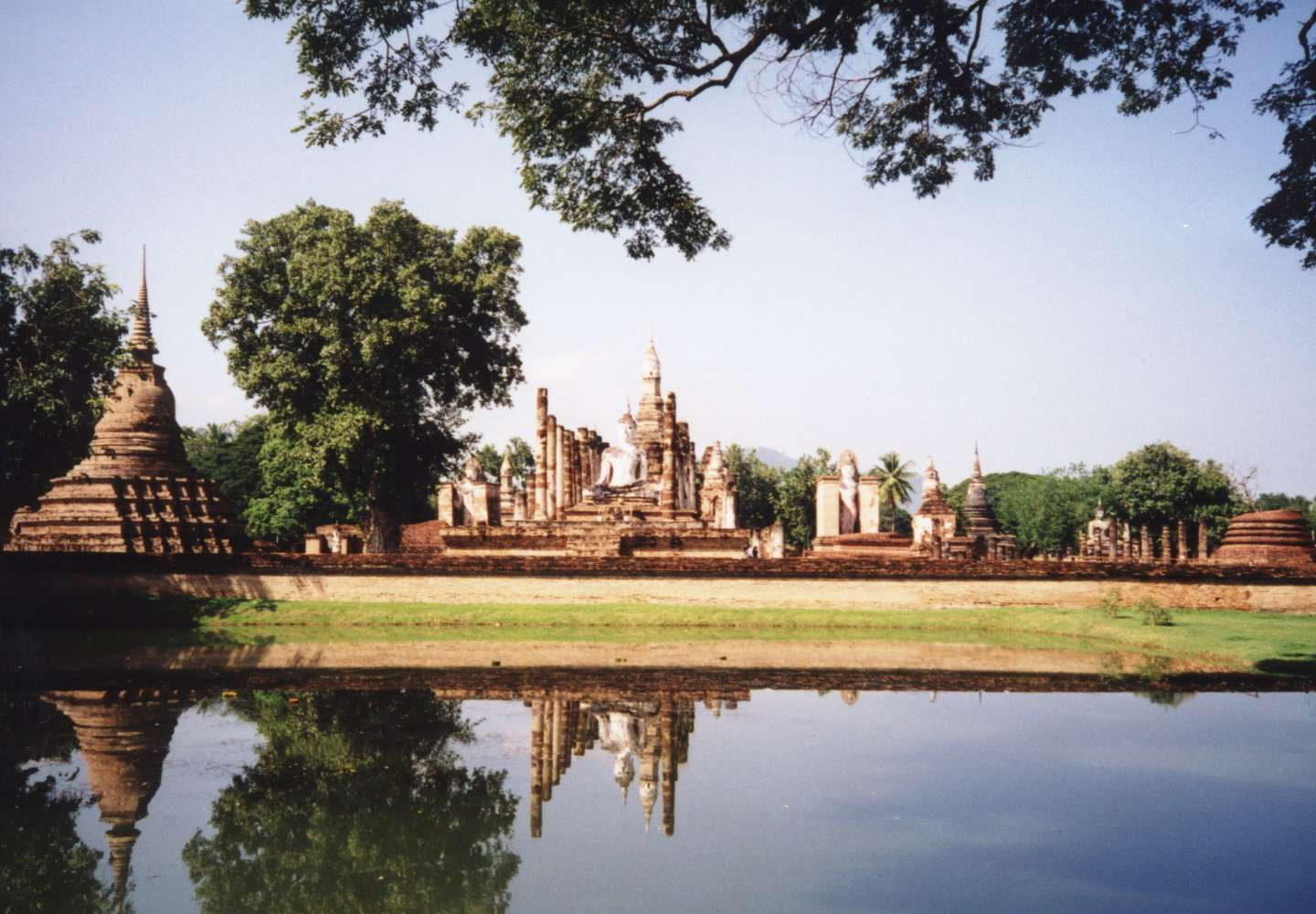
素可泰歷史城鎮
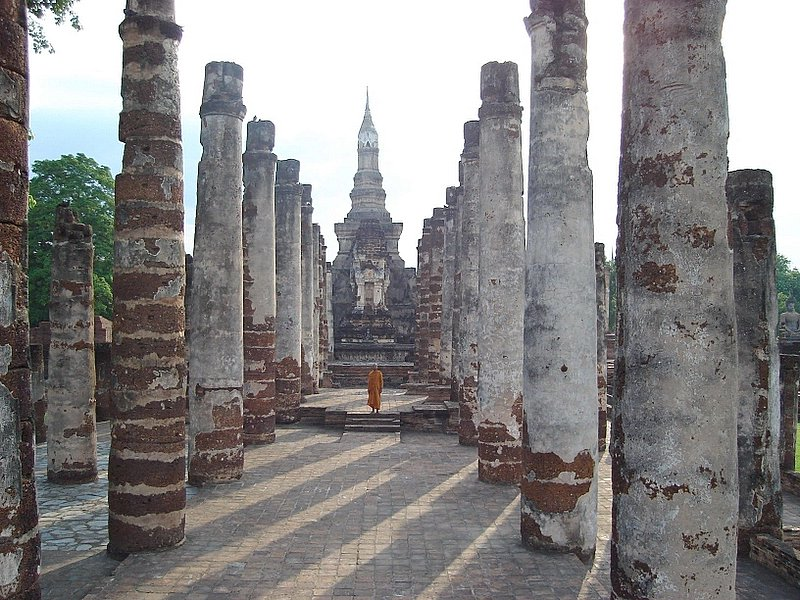
瑪哈泰寺
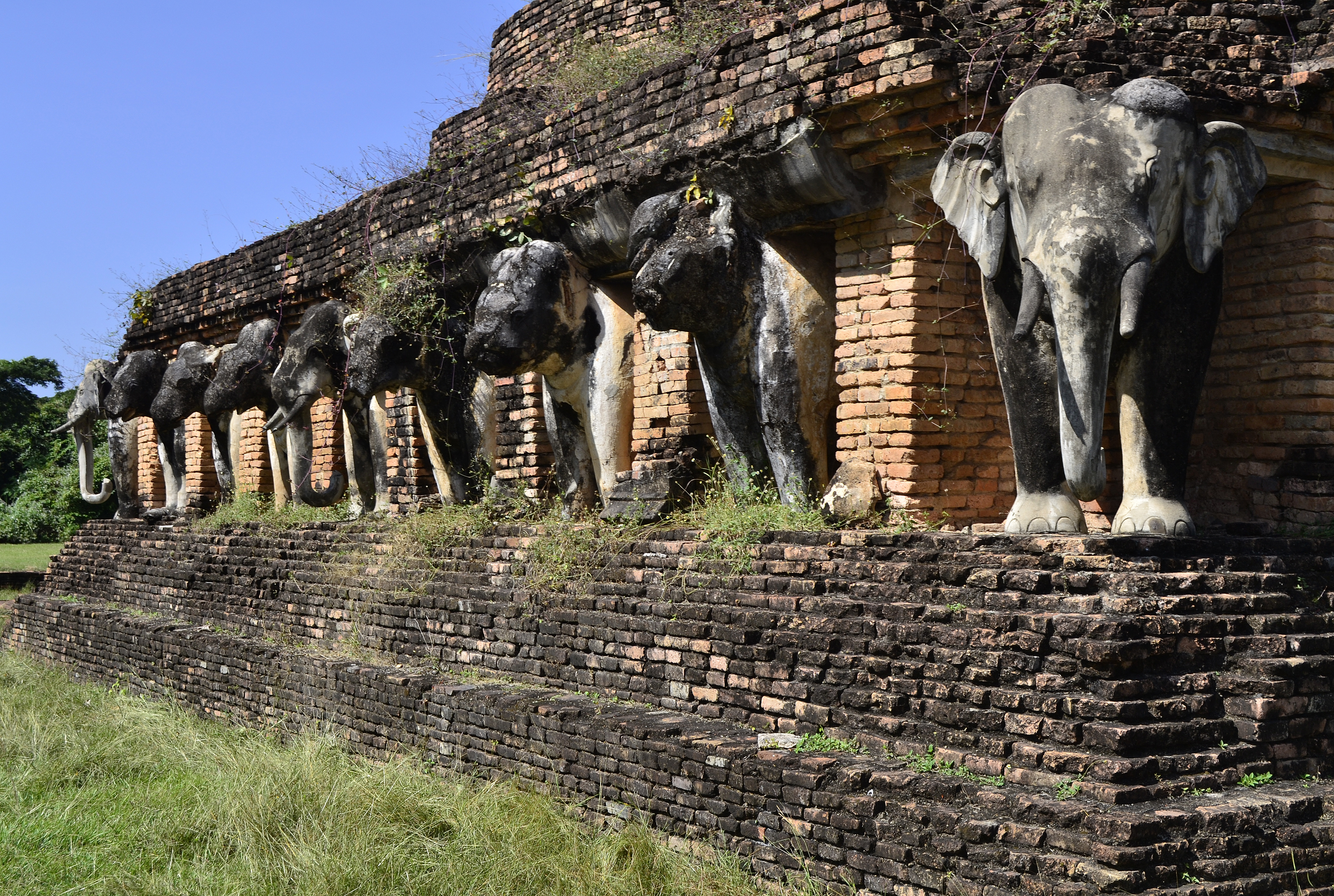
群象寺

## 外部連結
- 西沙瓦寺 （页面存档备份，存于）
- 西沙瓦寺—泰國寺院

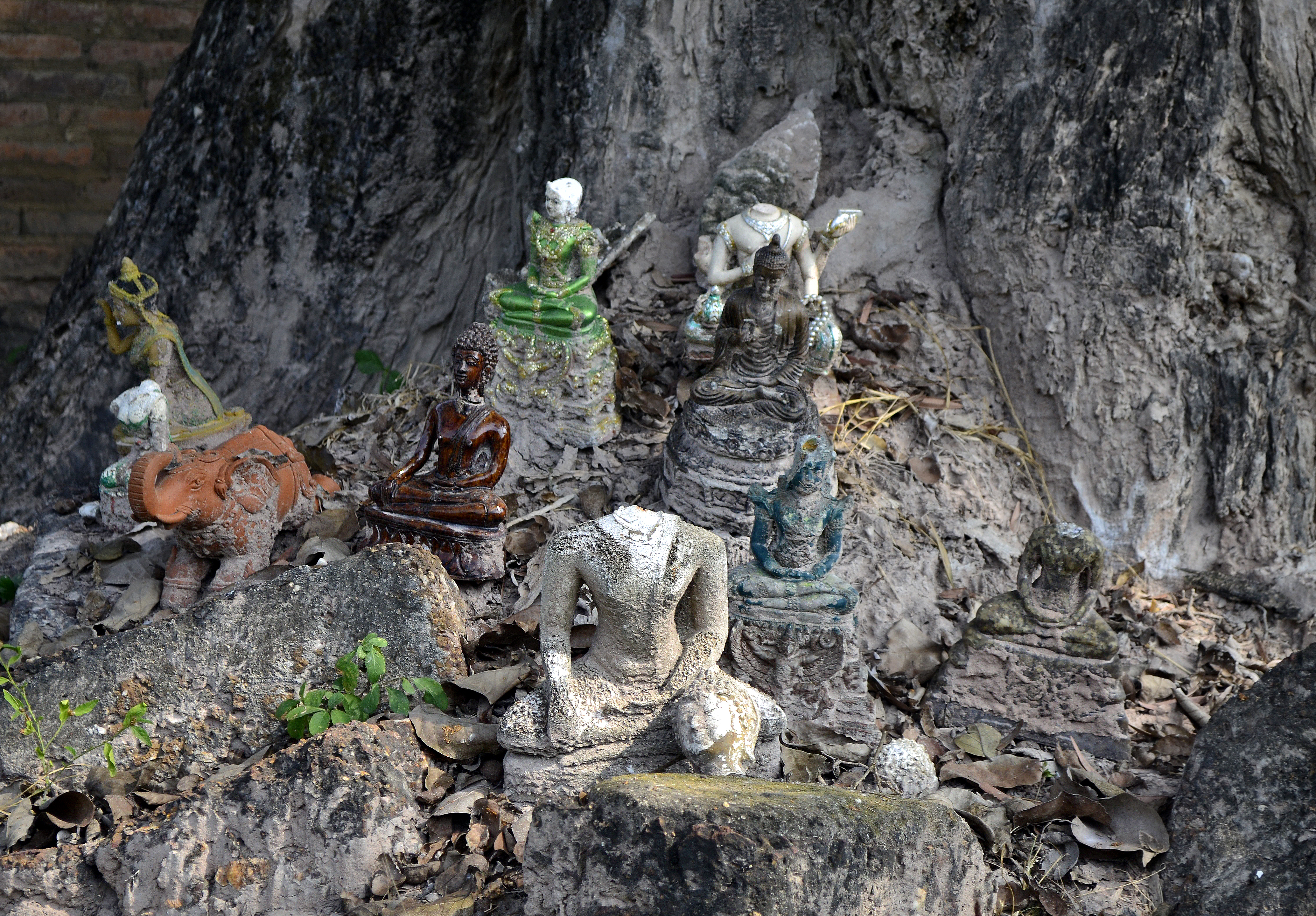
佛像遺跡

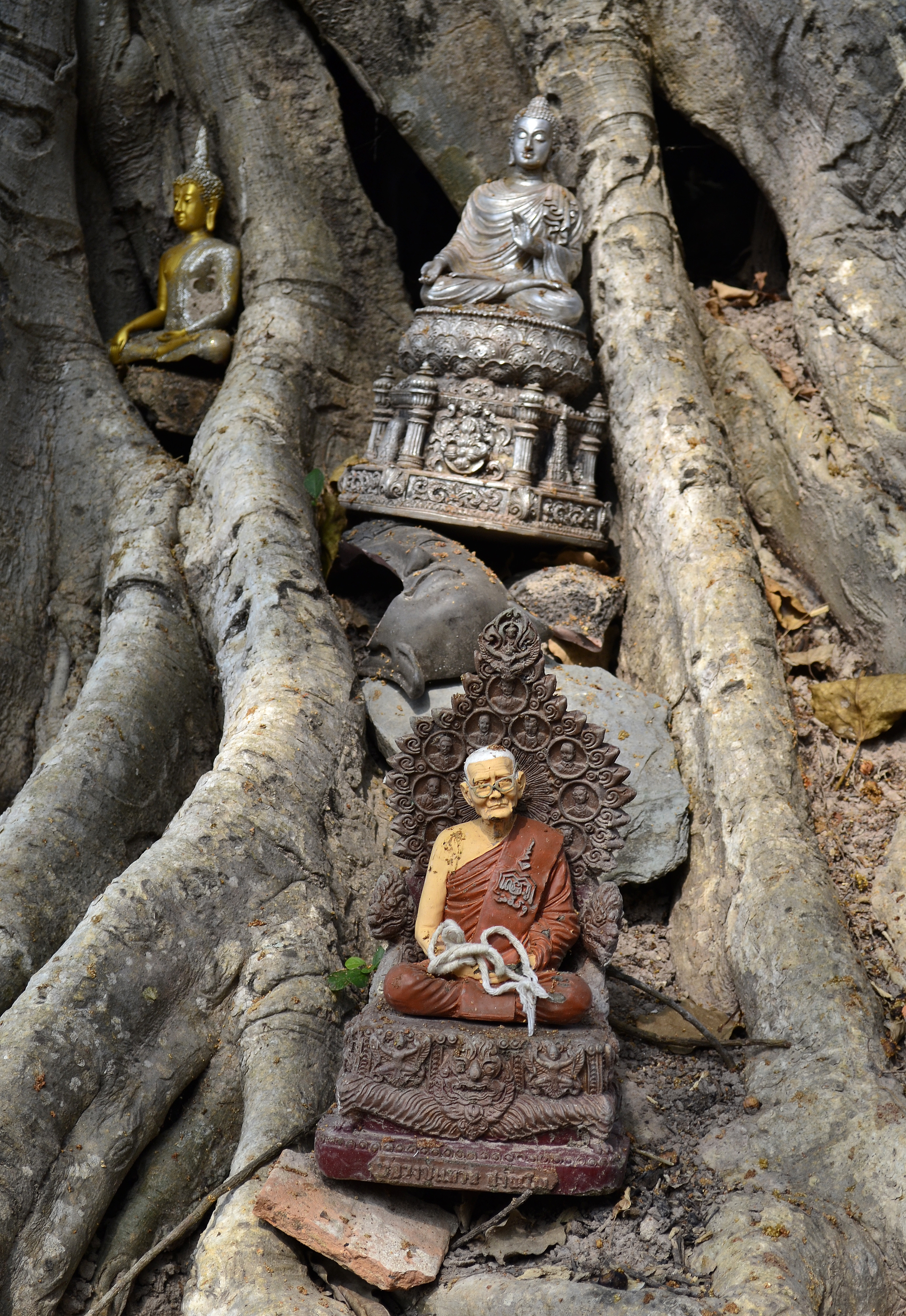
老樹根上的佛像

- Wat Si Sawai （页面存档备份，存于）（英文）
- Wat Si Sawai, Sukhothai Historical Park （页面存档备份，存于）（英文）
- Wat Si Sawai in Sukhothai （页面存档备份，存于）（英文）
- , Asian Historical Architecture (orientalarchitecture.com),   [2017-11-25], （原始内容存档于2018-10-07）
- , thaiwebsites.com,   [2017-11-25], （原始内容存档于2021-01-27）